# Worlds Collide (2025)
L'édition 2025 de Worlds Collide est un Premium Live Event de catch (lutte professionnelle) produit par la fédération américaine World Wrestling Entertainment et la fédération mexicaine Lucha Libre AAA Worldwide (AAA). qui est télédiffusée et visible en paiement à la séance sur le WWE Network. Cet événement met en avant les membres des divisions Raw, Smackdown, NXT et de l'AAA. L'événement a eu lieu le 7 juin 2025 au Kia Forum à Inglewood (Californie).

## Contexte
Les spectacles de la World Wrestling Entertainment (WWE) sont constitués de matchs aux résultats prédéterminés par les scénaristes de la WWE. Ces rencontres sont justifiées par des storylines – une rivalité avec un catcheur, la plupart du temps – ou par des qualifications survenues dans les shows de la WWE telles que Raw, SmackDown et NXT. Tous les catcheurs possèdent une gimmick, c'est-à-dire qu'ils incarnent un personnage gentil (Face) ou méchant (Heel), qui évolue au fil des rencontres. Un événement comme NXT TakeOver est donc un événement tournant pour les différentes storylines en cours,.

## Tableau des matchs
| Ordre par numéros                                                                         | Résultat | Stipulation(s)                                               | Temps |
| ----------------------------------------------------------------------------------------- | --- | ------------------------------------------------------------ | ----- |
| 1                                                                                         | Octagón Jr., Aero Star, et Mr. Iguana battent Latino World Order (Dragon Lee et Cruz Del Toro) et Lince Dorado   | 6-Man Tag Team match                                         | 14:15 |
| 2                                                                                         | Stephanie Vaquer et Lola Vice battent Chik Tormenta et Dalys                                                     | Tag Team match                                               | 9:50  |
| 3                                                                                         | Legado Del Fantasma (Santos Escobar, Angel, et Berto) battent El Hijo de Dr. Wagner Jr., Pagano, et Psycho Clown | 6-Man Tag Team match                                         | 15:00 |
| 4                                                                                         | Ethan Page (c) bat Laredo Kid, Je'Von Evans et Rey Fénix                                                         | Fatal Four Way match pour le NXT North American Championship | 14:50 |
| 5                                                                                         | El Hijo del Vikingo (c) bat Chad Gable                                                                           | Match simple pour le AAA Mega Championship                   | 22:00 |
| La lettre C placée entre parenthèses désigne la personne ou l’équipe championne en titre. | |                                                              |       |